# Illia András
Illia András (Andreas Illia, ? – 1754. augusztus 5.) Jézus-társasági áldozópap és tanár.

## Élete
1710-ben lépett a rendbe; miután a négy fogadalmi évet kitöltötte, Zágrábban és Kolozsvárt a bölcseletet tanította; azután Pozsegában és Zágrábban rektor volt, Nagyváradon a szeminárium igazgatója; lelkiatya s a Mariana congregatio elnöke.

## Munkája
- Ortus et progressus variarum in Dacia gentium et religionum cum Principibus ejusdem usque ad annum 1722. Claudiopoli, 1730. (és Uo. 1764.)

Stoeger szerint magyarra fordította Meissnernek két elmélkedését Krisztus születéséről és kiadta 1739-ben. (Könyvészeti leírását azonban nem találtam, valószínű, hogy kéziratban maradt.)